# 법무법인(유한) 대륜
법무법인(유한) 대륜(Daeryun Lawfirm LLC.)은 대한민국의 로펌이다. 법무법인(유) 대륜은 2016년 2월 심재국(42·2회) 변호사가 설립한 '대륜 종합법률사무소'를 모태로 한다. 2018년 2월에는 '법무법인 대륜'으로 상호를 변경하였으며, 2020년 12월에는 '법무법인(유) 대륜'으로 조직을 전환하였다. 
그 이듬해부터 서울을 중심으로 부산, 대구, 광주, 대전, 인천 등 전국 주요 지역을 포함한 다양한 지역에 사무소를 개소했다. 현재는 대한민국 로펌 중 최다 지점인 37개의 사무소를 전국적으로 운영하고 있다. 소속 인원도 꾸준히 증가해 24년 3월 말 기준으로 한국변호사 210명을 돌파하여 변호사 수 기준으로 국내 10위 규모의 대형로펌으로 발전하였다.
2024년 3월 심재국 변호사가 명예 대표변호사로 재직 중이며 김국일, 정찬우, 고병준, 박동일 대표변호사가 경영 일선에서 활동 중이다.

## 관련 사이트
- 법무법인(유한) 대륜 공식 홈페이지
- 법무법인(유한) 대륜 공식 유튜브
- 법무법인(유한) 대륜 공식 인스타그램
- 법무법인(유한) 대륜 공식 블로그